# Antiphon (geslacht)
Antiphon is een geslacht van rechtvleugelig insect uit de familie veldsprinkhanen (Acrididae). De wetenschappelijke naam van het geslacht is voor het eerst geldig gepubliceerd in 1878 door Stål.

## Soorten
Het geslacht Antiphon omvat de volgende soorten:
- Antiphon acropyrinon Perty, 1832
- Antiphon ornatum Saussure, 1859